# Caroline Quentin
Caroline Quentin, ursprungligen Caroline Jones, född 11 juli 1960 i Reigate i Surrey, är en brittisk skådespelare och tv-programledare. Hon har medverkat i flera tv-serier, bland annat som Dorothy i Hopplösa typer och som Maddie Magellan i Jonathan Creek. Hon har också haft huvudroller i serierna Kiss me Kate och Maggies nya liv. Hon har varit programledare i bland annat resedokumentärserierna A Passage Through India (2011) och Cornwall with Caroline Quentin (2012), samt i Restoration Home (2011–2013) tillsammans med Kieran Long. På teaterscenen har hon bland annat arbetat med Trevor Nunn i den engelskspråkiga originaluppsättningen av Les Misérables 1986 och i Noël Cowards pjäs Relative Values 2014. Med Royal Shakespeare Company har hon framträtt i John Vanbrughs The Provoked Wife 2019 och Richard Beans The Hypocrite 2017.

## Filmografi i urval
- 1987 – Mot pyramidens topp (TV-serie)
- 1992–1998 – Hopplösa typer (TV-serie)
- 1997–2000 – Jonathan Creek (TV-serie)
- 1998–2000 – Kiss me Kate (TV-serie)
- 2003–2009 – Blue murder (TV-serie)
- 2004–2006 – Maggies nya liv (TV-serie)
- 2010 – Spegeln sprack från kant till kant (TV-film)
- 2013 – Dancing on the Edge (TV-serie)
- 2015 – Cockroaches (TV-serie)
- 2015–2016 – I Dickens magiska värld (TV-serie)
- 2015–2019 – Doc Martin (TV-serie) (4 avsnitt)
- 2017–2018 – Makalösa hem (TV-serie) (programledare)